# Maerua aethiopica
Maerua aethiopica là một loài thực vật có hoa trong họ Capparaceae. Loài này được (Fenzl) Oliv. mô tả khoa học đầu tiên năm 1868.